# Szulmu-szarri
Szulmu-szarri (akad. Šulmu-šarri, w transliteracji z pisma klinowego zapisywane mDI-mu-MAN; tłum. „Pomyślność króla”) – gubernator prowincji Halzi-adbari za rządów asyryjskiego króla Sennacheryba (704-681 p.n.e.); w 698 r. p.n.e. pełnił urząd limmu (eponima).